# شهرداری واکاس
شهرداری واکاس (به اسپانیایی: Vacas) یک شهرداری در بولیوی است که در استان کوئیلاکولو واقع شده‌است. شهرداری واکاس ۳۳۴ کیلومتر مربع مساحت و ۱۲٬۵۱۱ نفر جمعیت دارد و ۳٬۴۰۰–۴٬۴۲۰ متر بالاتر از سطح دریا واقع شده‌است.